# Висунь (річка)
Ви́су́нь (Вулсу́нь або Ісун) — річка в Україні, у межах Долинського району Кіровоградської області та Баштанського, Березнегуватського і Снігурівського районів Миколаївської області. Права притока Інгульця (басейн Дніпра).

## Опис
Довжина 195 км, площа басейну 2670 км². Долина у верхів'ї симетрична, у нижній течії терасована, асиметрична; її ширина до 3 км. Річище у верхній течії випрямлене, у нижні звивисте. Ширина річища до 20 м, глибина від 0,8 до 1,5 м. Похил річки 0,9 м/км. Споруджено багато ставків (бл. 150) та невеликі водосховища. Живлення річки здебільшого снігове; пересихає у верхній та нижній частині течії. Використовується для водопостачання, рибництва.

## Розташування
Бере початок на південній окраїні Придніпровської височини, біля села Вишневого. Тече переважно на південь по Причорноморській низовині. Впадає до Інгульця на північний схід від села Павло-Мар'янівки, що неподалік (на схід) від міста Снігурівки.

## Притоки
- Яр Терноватий, Балка Лозоватка, Вербова (ліві); Балка Чабанка, Балка Кодима, Балка Добра (праві).

На річці розташовані райцентри: Казанка і Березнегувате, а також чимало сіл.

## Походження назви
Первинна назва Вицунь. Назва від -иц «пити» (татарське), давньотюркського і татарського -іц «пий», аварського -ицу «джерело». Висунь має значення, близьке до українського «водопій, місце для напування худоби»[джерело?].
Вчений В. Лучик довів, що назва Висунь має праслов'янське походження. Її основа — «вис», що означало — «рідина», «розливатись», «текти». Ця назва збереглась у первісному вигляді, попри те, що на території, по якій вона протікає, перебували різні народи, котрі давали свої назви географічним об'єктам. Можливо, назва походить від давньоруського слова «виска», що за словником В. Даля означає струмок, річечку, яка зв'язує озеро й річки.